# CR新世紀エヴァンゲリオン 〜最後のシ者〜
『CR新世紀エヴァンゲリオン 〜最後のシ者〜』（CRしんせいきエヴァンゲリオン 〜さいごのししゃ〜）は、フィールズおよびビスティより2009年4月（当初2月の予定だったが検定の都合により4月になった）に発売されたパチンコ機（CR機）。『CR新世紀エヴァンゲリオン 〜使徒、再び〜』の後継機にあたる機種である。デジパチタイプ。
販売台数は2010年3月末現在で約237,000台。ビスティの親会社であるSANKYOでは「シリーズ過去最高の売上を記録した」としている。

## 機種概要
アニメ・『新世紀エヴァンゲリオン』をテーマにしたタイアップ機の5作目。「最後のシ者」という名前の通り「渚カヲル」をメインに構成されている。シリーズ恒例となっている「暴走モード」が「初号機暴走モード」・「弐号機暴走モード」・「零号機暴走モード」の3種類になり、前作の「レイ覚醒モード」は「カヲル覚醒モード」に変わり、「新生モード」は本作には搭載されていない。また、通常確変ステージが、「チルドレンモード（渚カヲル編）」となり、前作までのチャンスタイムに代わって、内部確変の可能性がある「チルドレンモード（碇シンジ編・惣流・アスカ・ラングレー編・綾波レイ編）」と、TV版第九話のユニゾン特訓をメイン演出にした「特訓モード」が新たに搭載されている。また、時短中または時短終了後に突然、渚カヲル編に移行することもある。
本作は、前作からの初号機をイメージしたEVA専用枠を採用。カラーが「現行カラー」・「ワインレッド」・「スパークリングシルバー」の3種類となっている。
また前作同様「保留玉8個タイプ」になっており、抽選結果がヘソ入賞（最大4個）と、電チュー入賞（最大4個）で別々に保留され、電チューの保留から優先して消化される。総合的な確変割合は共通であるものの、電チュー入賞時は2R確変に当選する割合が3%に減少し、その分15R確変に当選する割合が増加していて、高確率（暴走モード等含む）中に再度暴走モードに当選する確率が減っているため、1セット（初当たりから時短終了まで）の消化時間が短くなる。

### 役モノ
盤面には、前作の『〜使徒、再び〜』同様に初号機のみで、横顔から正面へと変わって第2作の役物に近いものとなり、前作同様に大きな顎が液晶上を被う形式で通常時は格納される。初号機の役モノは、初号機リーチや、暴走モード突入時に稼動する演出がある。そして、本作より初搭載となるATフィールドランプ、ATフィールドをイメージした六角形のランプが液晶を覆っている。また、モノリスランプは前作からデザインが一新され、ネーミングも「エヴァランプ」に変更されている（但し、予告などの意味合いは同じ）。盤面右下に7セグタイマーやパトランプなどの役物は前作同様に存在する。

### 大当たり時の曲
今回の大当たりラウンド曲は「残酷な天使のテーゼ」・「Fly me to the moon」・「魂のルフラン」の他、「甘き死よ、来たれ (Komm süsser tod)」の代わりに「集結の園へ」・「カノン」が加わった。
「残酷な天使のテーゼ」は「通常バージョン」と「2009 EDIT Ver.」の2パターンが存在し、「Fly me to the moon」は「2009 EDIT Ver.」のみになる。また、本作からラウンド中に歌詞の字幕が表示されるようになった。どの曲が流れるかは以下の条件によって決定する。
- 下記を除いた初当り～6連荘目の大当り、 ⇒ 「残酷な天使のテーゼ 2009 EDIT Ver.」
- 下記を除いた7連荘目以降の大当り ⇒ 「残酷な天使のテーゼ」
- 突然確変を除いた連荘数が3の倍数（3連荘目、6連荘目等）で、確変図柄での大当り ⇒ 「魂のルフラン」
- 暴走モードかつ、連荘数が3の倍数以外での大当り ⇒ 「集結の園へ」
- カヲル覚醒モードかつ、連荘数が3の倍数以外での大当り ⇒ 「カノン」
- 暴走モード・カヲル覚醒モード以外で大当りし、チャンス図柄での大当りでラウンド昇格・潜伏確変確定時の一部 ⇒ 「Fly me to the moon 2009 EDIT Ver.」

なお、「残酷な天使のテーゼ 2009 EDIT Ver.」はCD収録時のもの（残酷な天使のテーゼ 2009VERSION）とはボーカルが異なっている。
「残酷な天使のテーゼ 2009 EDIT Ver.」の条件に限り、いままでの通常バージョンの曲に変更が可能。裏コマンド参照の事。ちなみに、前作『使徒、再び』に存在した楽曲法則崩れによる昇格演出は今作では無くなっている模様。

## ジョグダイヤル
ジョグダイヤルは、ペンペンSDモード中に使用するほか、以下の裏コマンド（裏技）が存在する。

### 裏コマンド1
- 本作では、通常時の変動音が「集結の園へ」に変更されているが、ジョグダイヤル・チャンスボタンを使用することにより、『奇跡の価値は』での変動音に変更させることが出来る。方法は、以下の通り。
  1. まず、特殊ステージ（ミッションモード・ゲヒルンステージ等）以外の通常画面の変動停止状態で行う。
  2. ジョグダイヤルを、4コマ右回転（時計回り）させる。また、指先でやると行いやすい。
  3. その状態で、5コマ左回転（反時計回り）。
  4. 最後に、チャンスボタンを一回押し、「キュイン」という音が鳴れば成功である。
  5. 回し過ぎても、問題無くむしろ入力が成功しやすい。但し、これは変動音が変化するだけで、デジタル抽選には関係無い。
  6. なお、高確率中・時短中は入力しても変動音は変化せず、時短終了後は「集結の園へ」に戻る。

### 裏コマンド2
- 大当たり中の曲が「残酷な天使のテーゼ 2009 EDIT Ver.」「残酷な天使のテーゼ」「魂のルフラン」の場合は前作同様、間奏中（ROUND6 - 10付近）に原作アニメのストーリーダイジェストが流れる。通常、時短終了後の大当りは第壱話からのストーリー紹介に戻るが、これを特定のコマンドで継続させる事ができる。
  1. まず、大当りが終了し、チルドレンモード・特訓モードに突入する時点の画面（ステージを選択する画面）で、ジョグダイヤルを左or右に1回転以上「キュイン」と鳴るまで回す。
  2. 暴走モード・カヲル覚醒モード以外で大当りするとコマンド不要で自動的に続きが見られる。
  3. 時短中に大当たりが当選したとしてもコマンド入力は不要であるが、再び時短に突入した場合は、また同じように入力が必要である。
  4. 但し、「集結の園へ」「カノン」「Fly me to the moon 2009 EDIT Ver.」の場合はストーリーダイジェストが無いため、引き戻しても再び見られるかは運次第である。

### 裏コマンド3
- 大当たり中の曲が「残酷な天使のテーゼ (2009 EDIT Ver.)」になる場合に限り、従来の「残酷な天使のテーゼ」に変更が出来る。
- 大当り数字が完全に確定しホワイトアウトしていく画面で、1回だけチャンスボタンを押すだけでよい。キュインと鳴れば成功。
- 上記（大当り時の曲）の「残酷な天使のテーゼ 2009 EDIT Ver.」以外の条件は、押しても変化させることは出来ない（例:「集結の園へ」⇒「残酷な天使のテーゼ」に変更することは出来ない）。

## 図柄キャラクター
本作では一部図柄のデザインに過去作からの流用が随所に見られる。

### 基本図柄
キャラクターの配置は過去作と同様のため省略。
- 朝イチ出目が「1（ミサト）・2（加持）・8（リツコ）」に変更された。
- チルドレンモード・渚カヲル編では、6図柄（カヲル）が確変図柄に変化する。
- 連荘や回転数による1（ミサト）・3（レイ）・5（アスカ）図柄の変化は廃止された。
- ゲヒルンステージではレイは1人目のレイに、カヲルは制服姿に、それ以外は若い頃の姿に変化する。
  - このうち加持（服装は異なる）とアスカは『奇跡の価値は』、レイは『使徒、再び』で使われたものと同じデザインである。

### 初号機暴走モード時の図柄
- 確変図柄
  - 1. 碇シンジ（制服）
  - 3. 初号機（正面向き）
  - 5. 碇シンジ（プラグスーツ）
  - 6. 初号機（横向き）
- チャンス図柄
  - 2. 第4の使徒（デザインは『使徒、再び』のサキエルと同じ）
  - 4. 第5の使徒

### 弐号機暴走モード時の図柄
- 確変図柄
  - 1. 惣流・アスカ・ラングレー（制服）
  - 3. 弐号機（通常）
  - 5. 惣流・アスカ・ラングレー（プラグスーツ）
  - 6. 弐号機（D型装備）
- チャンス図柄
  - 2. ガギエル
  - 4. イスラフェル

### 零号機暴走モード時の図柄
- 確変図柄
  - 1. 綾波レイ（制服、デザインは『使徒、再び』の変化後と同じ）
  - 3. 零号機・改
  - 5. 綾波レイ（プラグスーツ、デザインは『使徒、再び』の覚醒モードと同じ）
  - 6. 零号機
- チャンス図柄
  - 2. アルミサエル
  - 4. マトリエル

### カヲル覚醒モード時の図柄
- 確変図柄
  - 1. 渚カヲル（制服・横向き）
  - 3. 渚カヲル（制服・正面向き、デザインは『セカンドインパクト』と同じ）
  - 5. 渚カヲル（プラグスーツ、デザインは『使徒、再び』と同じ）
  - 6. 四号機（デザインは『使徒、再び』と同じ）
- チャンス図柄
  - 2. ロンギヌスの槍
  - 4. リリス

## 予告演出
基本的に今までのシリーズを踏襲した演出となっているが、新たに追加・削除された演出も存在する。
なお、ステップアップ予告・次回予告・タイトル予告・キール予告のいずれも出現しない変動でリーチがかかった場合は、通常時（リツコ&マヤステージ・ペンペンSDステージを除く）はエヴァ系リーチ以上確定、確変状態確定のモードではスーパーリーチ確定となる。

### 背景変化予告
本作から背景が全てヱヴァンゲリヲン新劇場版のものに一新され、背景の種類も20種類と大幅に増えている。また、背景変化時にシャッター演出を伴うようになり、シャッターの色や種類、開くまでの秒数により期待度が変化する。

### ステップアップ予告
画面奥から第6の使徒が迫ってくればステップアップ予告となる。前作までの金属系の枠ではなく、第6の使徒を模した物になっているが、基本的な機能はシリーズ同様。ステップを重ねていくにつれて、前作まではアップしながら、または回転していたが、本作では第6の使徒の変形をモチーフとしている。描かれているキャラクターは今までと同様。
シリアスステップアップ
通常の青枠にリツコが写っていればシリアス系となる。シリーズ同様、ステップ1で消えてしまうガセパターンも存在するが、拡大しセリフを喋ればリーチ確定。ステップ3でスーパーリーチ確定、ステップ5でエヴァ系リーチ以上が確定。横回転（左回転は日向、青葉といったセリフ無しのモブキャラ。右回転はすべてカヲルで確変大当たり確定）やセリフ違いのプレミアムも存在。
リラックスステップアップ
画面奥から金色に輝く第6の使徒が迫ってくればリラックス系となる。出現時点でスーパーリーチ確定で、ステップ3以上はエヴァ系リーチ以上確定。今までと同様、ステップ3以降にはロングバージョンが存在し、期待度大幅アップ。ステップ5のロングバージョンは大当たり確定。リツコ＆マヤステージ、ペンペンステージ、5分・3分ミッションモード中、渚カヲルを除くチルドレンモード中は必ずロングバージョンとなる。
ジャンプステップアップ/突然ステップアップ
ステップ1のガセパターン後、画面奥からステップ3以降が飛んでくるチャンスアップパターンも継承。今回新たに、ガセパターンを経由せずに出現するパターンが追加された。前者後者とも、リラックス系の枠が飛んでくる可能性もある。
ランクアップステップアップ
シリアス系のステップアップ中、リラックスステップアップに変化するパターンを新搭載。ステップ2から変化する可能性があり、通常のリラックスステップアップよりも期待度は高め。

### 保留先読み連続予告
コアフラッシュ予告
変動開始時に、コアを含むエヴァランプが効果音を伴い激しくフラッシュする予告。保留の数に比例し4連続まで続く可能性があるが、3連でもリーチすら確定されず、4連でもノーマルリーチハズレで終わる事もあるが、他予告との複合などにより期待度も激しく変動する。下記のカウントダウン予告も含め、この2つの予告はヘソの保留でしか起こらず、電チューの保留が途中で入った場合、その保留を消化した後続きが始まる。また、確変中・時短中にも発生しない。
カウントダウン予告
変動開始時に、キャラが全画面に現れカウントダウンを始めればカウントダウン予告となる。上記のコアフラッシュと違いガセパターンはなく、期待度も高い。「3」→「2」→「1」→「0」の順に、続けば続くほど期待度も高くなる（「0」のみの場合もある）。「3」から始まった場合は大当たり確定。また、通常「0」の時に表示されるのはトウジ・ケンスケ・ヒカリ・ペンペンだが、代わりにカヲルが現れれば確変大当たり確定となる。

### 初号機ハンドスベリ予告
左右図柄停止時、画面両端に格納されたハンド役モノが可動すればスベリ予告となる。片方の手だけだとリーチにならないガセパターンも存在するが、リーチ成立でエヴァ系リーチ以上確定。両手で滑らせればリーチが確定する上に、期待度大幅アップとなる。確変時は当たれば確変大当たり確定。また、両手の場合はリーチにならず、そのままチャンス目が揃うこともある。さらに、ハズレ目が停止した直後にハンド役モノが作動すれば、片方ずつ作動して図柄を揃える即当たりパターンとなる。こちらは通常時は大当たり確定、確変時は確変大当たり確定となる。

### ネルフプレート予告
変動開始時、図柄がネルフマークの描かれたプレートに覆われる。停止時まで数字が見えないようになっており、片方だけ覆われているパターンと両方覆われているパターンが存在し、色も銀色/金色が存在。銀色が片方だけだとガセありだが、両方でリーチ確定。金色ならば片方だけでも期待度アップ、両方だと通常時は大当たり確定、確変時は確変大当たり確定となる。金色を経由した場合はエヴァ系リーチ以上が確定。よって、ロング系に発展した場合は突確含む大当たり確定。また、特訓モードでこの予告が出た場合は突確確定。

### チャンスボタン予告
変動開始時、画面下部にチャンスボタンの表示付きの枠が出現すればチャンスボタン予告となる。本作から新たにキールが加わって全11人となり、ボタンを押すまでキャラがわからないようになった。その他の基本的な機能はシリーズと同様。二度押しのパターンや、水玉ボタンも前作同様に存在する。全11人のうち加持、キール、カヲルは必ず喋るが、加持やキールでもスーパーリーチ確定にはならなくなった（ゲヒルンステージのシンジはスーパーリーチ確定）。キャラが喋る以外にも、初号機咆哮・突発当たり・全回転の発生も前作同様に存在し、今回新たにインパクトフラッシュ、タイトル予告の発生も加わった。1段階・2段階共に大当たり確定のセリフがあり、特に2段階目の場合は確変大当たり確定である（ゲヒルンステージのナオコ以外は大当たり確定止まり）。これは2段階のプレミアセリフの一部においてカヲルが登場するため（後述）。

### 擬似連続予告
前作までのパイロット予告に加え、カヲル予告、エヴァハンド擬似連が追加された。なお、今回から、3作目までと同様に、2連続止まりが存在するため、前作のように2連目突入＝3連以上確定ではなくなった。3連以上の場合は2連目の変動時間が短くなるため、そこで止まるかどうかが確認できる。今まで同様、4連続すれば確変大当たりが確定。また、発展先が矛盾した場合は大当たり確定。
シンジ予告
1連で止まった場合も期待度が高い。初号機リーチに対応。
レイ予告
期待度はシンジと同じ。零号機リーチに対応。
アスカ予告
上記2人と比べ期待度が大きく劣っており、3連でも上記2人の1連を下回る。弐号機リーチに対応。
カヲル予告
4連まであるが、どこで止まっても確変大当たり確定となるプレミアム予告。
エヴァハンド擬似連
チルドレンモード以外では、シャッター演出後に背景が変わっていなければ発生確定。連続するごとに手の動きが激しくなっていく。4連続すれば咆哮も伴い、確変大当たりが確定。擬似連せずにノーマルリーチで終わってしまう事がほとんどだが、2連以上ならエヴァ系リーチ以上が確定する上に、期待度大幅アップとなる。擬似連しなかった場合でもスーパーリーチに発展すればエヴァ系リーチ以上確定となり期待度アップ。

### タイトル予告
原作アニメのタイトルが表示されるエヴァシリーズおなじみの予告。警報経由・変動中の発生のほか、チャンスボタンからも発生するようになった。
- 使徒、襲来     ⇒ ロングリーチを含む全てのスーパーリーチに対応
- 静止した闇の中で  ⇒ 零号機リーチ
- アスカ、来日    ⇒ 弐号機リーチ
- 死に至る病、そして ⇒ 初号機リーチ
- 瞬間、心、重ねて  ⇒ 新ユニゾンリーチ
- 命の選択を     ⇒ バルディエルリーチ
- 鳴らない、電話   ⇒ 第5の使徒vs初号機リーチ
- 決戦、第3新東京市  ⇒ 第6の使徒vs初号機リーチ
- 暴走!?     ⇒ 暴走モード突入（突然確変確定）

上記以外のタイトルが表示された場合は、通常時は大当たり確定、確変時は確変大当たり確定となる。例外として、「最後のシ者」「世界の中心でアイを叫んだけもの」「おめでとう」は通常時でも確変大当たり確定。なお、通常時の「Bisty」ロゴは大当たり確定止まりなので注意。

### 使徒予告
警報演出後、ミッションモード・タイトル予告と分岐して発生する期待度の高い予告。マヤの「パターン青、使徒です！」というセリフの後に、使徒がモニターに映し出される。基本的に各スーパーリーチに対応した使徒が現れるが、発展先のない使徒が現れた場合は大当たり確定である。
また、従来の第5使徒ラミエルが、新劇場版では第6の使徒となっているなど、混乱を招く可能性があるため、前作まであった「第○使徒」という表記がなくなっている。
なお、シャムシエルとラミエルは使徒予告のデザインこそTV版だが、新劇場版においてこれらに相当する使徒（第5の使徒、第6の使徒）が登場するリーチに対応している。
- マトリエル   ⇒ 零号機リーチ
- ガギエル    ⇒ 弐号機リーチ
- レリエル    ⇒ 初号機リーチ
- イスラフェル    ⇒ 新ユニゾンリーチ
- バルディエル   ⇒ バルディエルリーチ
- シャムシエル    ⇒ 第5の使徒vs初号機リーチ
- ラミエル    ⇒ 第6の使徒vs初号機リーチ

### 次回予告
今回から発生タイミングが一新。今までは変動開始直後の発生だったが、今回は変動開始から5秒後にいきなり発生する。ステップアップのガセパターンからも発生するようになったが、信頼度は若干下がっている。タイトル及び発展先はタイトル予告と同様であるが、ミッションモード中にのみ出現する可能性のある「使徒、襲来」のみ、ロング系以外の全てのスーパーリーチのどれかに発展する。また今回も、レイが映るカットの部分にカヲルが現れれば、「次回 最後のシ者」が確定する。尚、「次回 大当り！？」「次回 最後のシ者」は確変大当たり確定、その他のタイトルでも確変時なら、当たれば確変大当たり確定である。

### その他予告
図柄アニメーション予告
リーチ直後、図柄内のキャラや背景がアニメーションする予告。今までと同様キャラが動く予告だが、今回から図柄内の背景が動くパターンが追加され、発生すればスーパーリーチが確定。また、アニメーション時にキャラがセリフを発したり、新劇場版のネルフマーク（ゲンドウの9図柄の背景とは異なる）に変わればプレミアムとなる。確変時は確変大当たり確定。なお、後述の背景予告・群予告とは複合しない。
ATフィールドフラッシュ予告
液晶の周囲にあるATフィールドを模したランプが明滅する予告。音もなく一瞬の演出であるため見逃しやすい。発生契機は変動開始時とリーチ成立時の2箇所であり、リーチ成立時に発生した方が期待度は高い。また、外側のランプから内側に入っていくように光るパターンと、内側のランプから外側へ広がっていくように光るパターンがある。変動開始時の内→外のみガセの可能性もあり、最も期待度が低い。変動開始時の外→内は単体ではリーチ確定演出でしかないものの、期待度の高い予告と絡むことが非常に多いため、大当たりに欠かせない重要な演出と言える。また外→内はリラックスステップアップと絡むことも多い。これに対しリーチ成立時に発生するものはまた違った性質を持っており、内→外はスーパーリーチが確定し、外→内は通常時は大当たりが、確変時は確変大当たりが確定する。
背景予告
リーチ直後、背景に綾波レイが映し出されるおなじみの予告。期待度大幅アップとなる。ただし、エヴァ系リーチショートのハズレもある。なお今回は、リーチ後少し経ってから発生する「遅れ」が存在し、通常パターンよりも期待度アップ。レイが「さよなら」と囁いたり、レイ以外のキャラや背景が発生すれば、通常時は大当たり確定、確変時は確変大当たり確定となる。
群予告
こちらもおなじみとなった予告。リーチ直後、画面下部からデフォルメされた無数のキャラが出現する、期待度の高い予告。これまでと同様、大当たり後400回転を超えないと発生しない。シンジ・アスカ・レイにはそれぞれ発展先があり、発展先が矛盾すれば大当たりとなる。なお今回から、特殊ステージでも専用の群予告が発生するようになった。
エヴァ発進時各予告
ミサトの「エヴァンゲリオン、発進！」のセリフから各リーチに移行するまでにも複数予告がある。
1.ミサトの「エヴァンゲリオン、発進！」のセリフの部分で、代わりに冬月とゲンドウの、「勝ったな」「ああ」のセリフと画面になっていれば、大当たり確定である。確変中は確変大当たり確定。
2.3機のエヴァが射出される部分で1機しか射出されなかった場合、その機体が絡むリーチへの発展が確定し、同時に期待度もアップする。初号機の単機発進は期待度大幅アップ。ただしロング系リーチからエヴァ系リーチに発展した場合、及びリラックス系ステップアップロングは必ず単機発進なので、期待度は変わらない。その機体が絡むリーチへ発展しなかった場合、法則崩れにより大当たりが確定。
3.3機のエヴァが射出されていく部分で、エヴァの代わりにパイロット3人の顔が現れた場合は大当たり確定である。確変中は確変大当たり確定。
4.エヴァが射出されホワイトアウトする所で黒背景の白抜き文字で英字タイトルが表示されることがある。こちらも大当たり確定。確変中は確変大当たり確定。
5.エヴァが射出されホワイトアウトした後ロンギヌスの槍が通れば期待度が少しアップする。
6.エヴァが射出されホワイトアウトするあたりでチャンスボタンを押していると、初号機役モノの目が光ることがある。こちらも大当たり確定。確変中は確変大当たり確定。この眼光予告から続いて咆哮もすることがあるが、意味合いは同じ。
スーパーリーチ遅れ発展、扉発展、緊急発進予告
ノーマルリーチ中図柄が一旦停止し、その後リツコの「ミサト、早く！」のセリフか、ミサトの「発進！」のセリフが出るとスーパーリーチ遅れ発展、リーチが成立した直後にミサトの「ボタンを押して扉を開けて！」のセリフが流れると扉発展予告となる。双方とも期待度が少しアップする。ただし扉発展予告の方はガセあり。これに対して緊急発進予告は、リーチにならずハズレ目が停止した後、ミサトの「緊急発進に備えて」のセリフと共に、パイロット3人がエレベーターの中でスタンバイする画面が出る。シンジが2人に準備はいいか聞き、レイが「問題ないわ」と言った後エヴァの用意が出来ていればスーパーリーチに発展する。こちらはエヴァが発進するまでの各予告とそれほどかぶらないため、リーチ目・発展先・その後のチャンスアップ要素との重複にもよるが、期待度は高い。しかしその分ガセも多い。確変中にこれらの予告が出現した場合、当たれば確変大当たりとなる。
エヴァランプ予告
液晶下部にあるエヴァランプを用いた予告。光り方は前作とほぼ同様だが、「1、3、5」のみが光る2R確変確定の光り方がなくなった。期待度が1番高いのは全てのランプが同時に繰り返し光る「全点滅」だが、中央まで普通に点灯してリーチにならずにチャンス目が揃うパターンもある。右から左に向かって流れて点灯した場合は2R確変含む確変確定。
キール予告
エヴァランプが順に点灯していき、中央のランプまで点灯した場合に発生することがある。スーパーリーチ確定。この予告のみだと期待度は低いが、大当たり確定セリフも存在する。
図柄停止予告
通常は左→右の順に普通に停止するが、リーチ確定パターンとして、今までと同様に右図柄「戻り」、右から停止、左右同時停止に加え、今回から右図柄「進み」が追加された。「戻り」とあまり期待度は変わらないものの、一旦停止してから「進み」が発生するため、擬似連続予告時などの発生に役立つ予告となる。なお、左右同時停止は出現率が大幅に下がり、期待度が大幅に上げられている（リラックスステップアップロングはデフォルトで発生するため別）。また、左右同時停止でロング系リーチに発展した場合は大当たり確定である。
シャッター予告
変動開始直後、画面の左右からネルフマークのシャッターが閉じる演出。閉じている時間やシャッターのデザインによって期待度が変わる。暴走・覚醒・特訓モード時を除いて、背景変化時と、格納庫やミッションモード以外の特殊ステージへの移行時に発生する。チルドレンモード以外では、シャッターが開いても背景が変わっていなければ擬似連予告の契機となり、リーチが確定する。特殊ステージ中にシャッターが閉まった場合は、背景変化がないため、この擬似連予告の契機であることが確定する。ただしカヲル以外のチルドレンモード中は背景変化がなくとも、通常時の背景変化時と同様の扱いとなり、リーチになるとは限らない。またチルドレンモード中はシャッターが開くと別キャラクターのチルドレンモードに切り替わっていることもある（特訓モードへの移行はない）。尚、ネルフマークの入っていない特殊シャッターが閉まれば激熱、水玉模様か虹色模様のネルフマークのシャッターが閉まれば確変大当たり確定である。
初号機役モノ咆哮予告
変動中、初号機役モノが咆哮するおなじみの予告。発生した時点で2R以上の大当たりが確定。確変時は確変大当たり確定。初号機リーチ中にはチャンスアップ要素として咆哮し、バルディエルリーチ中はデフォルトで発生。あくまで変動中の咆哮＝大当たりが確定となる。
台枠フラッシュ予告
変動中、台枠の白色に光る部分が激しくフラッシュする予告。今までは効果音がなく気づかないパターンが多かったが、今回は「キュピーン」という効果音を伴うため、判りやすくなった。しかし従来より期待度が大幅に下がっており、ロングリーチに発展しても大当たり確定ではなくなっている。
インパクトフラッシュ予告
変動開始時やリーチ直後、チャンスボタン予告から発生する、確変大当たり確定の一発告知。キュイーンピピピーという大音量の効果音と共に台枠やパトランプ、各照明類が激しくフラッシュ。今回は、インパクトフラッシュの発生前にパトランプが一瞬光る「瞬き」パターンも追加された。
警報予告
変動開始時に画面がブラックアウトし、「警報」という文字が表示され警報音が鳴る予告。大半はミッションモードへと発展するが、タイトル予告や使徒予告が発生する場合もある。尚、カヲル以外のチルドレンモード中は必ずミッションモードに移行するため大当たり確定となる。
格納庫背景予告
変動開始時、エヴァの格納庫の背景になるおなじみの確変大当たり確定の予告。初号機・弐号機・零号機に加え四号機も新たに追加。変動音及びリーチ中BGMが「残酷な天使のテーゼ」に変化する。
リーチ成立位置予告
リーチ成立時、上段ラインで4図柄のシングルリーチか、下段ラインで2図柄のシングルリーチになっていれば大当たり確定となるシリーズおなじみの隠し予告。

## リーチ演出
ノーマルリーチ・ロングリーチ・エヴァ系リーチ・アニメーションCGリーチ・ストーリーリーチ・全回転リーチ・突発当たりに分けられるリーチ演出。今回はロング系からのエヴァ系リーチへの発展が追加された。

### ノーマルリーチ
一部予告からの経由を除き、まずはこのノーマルリーチから始まる。確変図柄でのテンパイ時のみ、このノーマルリーチで当たることがある。基本的には、弱予告からだとこのノーマルリーチで外れてしまうが、ブランクを挟んだリーチ図柄の1つ前の数字で止まった場合（例：3図柄のリーチなら2図柄で停止した場合。ダブルリーチ時は前図柄の1つ前の数字）のみ覚醒モードに突入することがある。

### ロングリーチ
過去作では（『使徒、再び』の時短中を除き）「シンクロリーチ」のみだったが、本作では新たに「エントリープラグリーチ」、「国連軍リーチ」、「射撃訓練リーチ」が加わった。
いずれも期待度は低いが、特定の予告から発展すれば大当たり確定。
シンクロリーチ
各パイロットのシンクロ率テストを模したおなじみのロングリーチ。基本的には一番期待度の低いスーパーリーチであるものの、暴走モードへの発展もこれまで同様存在する。後述するエントリープラグリーチ共に、チャンスボタンを連打するとメーターが上がるようになっている。レイ・アスカのメーター「小」は前作同様プレミアムとなるが、ボタンを押さなければメーターは「小」のままなので、連打してもメーターが上がらない場合のみプレミアムとなる。余談だが、シングルリーチかダブルリーチかにもよるが、後述のエントリープラグリーチと共に、搭乗者がアスカの場合が最も暴走する可能性が高く、シンジの場合が最も暴走する可能性が低い。
エントリープラグリーチ
シンクロリーチよりも多少期待度が高いだけで、基本的な性格はシンクロリーチと同様。メーターや暴走モードへの突入も同様に存在。
国連軍リーチ
第4の使徒（TV版のサキエルに相当）を国連軍が攻撃するロングリーチ。国連軍の仕様武力が「戦車」→「戦闘機」→「砲台」の順に期待度がアップ。「N2地雷」ならば確変大当たりが確定。リーチ中に警報が鳴れば、エヴァ系リーチへと発展。発展した場合、初号機及び零号機では、後半の攻撃まで行った場合、突然確変含む確変確定となるが、弐号機は後半の攻撃まで行っても突然確変含む確変確定ではない。
射撃訓練リーチ
シンジがシミュレーターで使徒を射撃する訓練を行う。国連軍リーチ同様、警報が鳴ればエヴァ系リーチへと発展する。発展した場合、初号機及び零号機では、後半の攻撃まで行った場合、突然確変含む確変確定となるが、弐号機は後半の攻撃まで行っても突然確変含む確変確定ではない。

### エヴァ系リーチ
対戦使徒が一新され、各部のチャンスアップパターンも豊富となった。リーチ前の導入ムービーや、前作の特殊装備の代わりに他キャラの援護パターンが新たに追加。やはりシリーズ同様、ダブルリーチで発展した方が期待度が高い。ショートポイントと発展パターンがあり、チャンスボタンを使用したカットインも存在し、導入時・ショートポイント・最終攻撃時の3箇所に存在するが、セリフの組み合わせは決まっているため、組み合わせを覚えておけば導入時に一回押すだけで問題はない。ショートポイントで当たる場合もあるが、前作のように確変確定ではない。
零号機リーチ
原作アニメ第11話をモチーフとした、第9使徒マトリエルと戦うリーチ。エヴァ系リーチの中では最も期待度が低いが、大当たりした時の確変割合はやや高め。今回は、今までの初号機リーチのように手前図柄で当たるようになっているため、偶数図柄が手前のダブルリーチで発展した方が期待度は高い。援護パターンとして、ショートハズレ後に弐号機が登場。アスカがライフルで敵を攻撃しながら、零号機が敵ATフィールドを打撃で攻撃し、破壊できれば大当たりとなる。導入時に零号機が扉を蹴飛ばせばチャンスアップとなる。尚、導入時のセリフが「必ずせんめつさせるわ」であれば大当たり確定である。この場合、ショートポイントでのセリフが「ATフィールド全開」となるので聞き逃した場合はここでも確認できる。
弐号機リーチ
原作アニメ第8話をモチーフとした、第6使徒ガギエルと戦うリーチ。基本的な性格はシリーズと同様で、図柄を守るタイプとなる。そのため、確変図柄が手前のダブルリーチから発展した方が期待度は高くなる。援護パターンとして、ショートハズレ後に初号機が登場。2機が協力しガギエルの口をこじ開けることができれば大当たりとなる。導入時に弐号機がマント(正確には機体を覆っていたカバー)を纏っていればチャンスアップ。尚、導入時のセリフが「必ず殲滅させる」であれば大当たり確定である。この場合、ショートポイントでのセリフが「ATフィールド全開」となるので聞き逃した場合はここでも確認できる。
初号機リーチ
原作アニメ第16話をモチーフとした、第12使徒レリエルと戦うリーチ。エヴァ系リーチの中では最も期待度が高く、偶数図柄が手前のダブルリーチで発展した場合は期待度も大幅にアップ。援護パターンとして、ショートハズレ後に零号機が登場。レイがライフルで敵を攻撃しながら、初号機が敵ATフィールドを引き裂ければ大当たりとなる。導入時に初号機が咆哮(役モノも連動)すればチャンスアップ。尚、導入時のセリフが「お手本を見せてやるよ」であれば大当たり確定である。この場合、ショートポイントでのセリフが「ATフィールド全開」となるので聞き逃した場合はここでも確認できる。

### アニメーションCG系リーチ
本作で新たに追加された、エヴァ系とストーリー系の中間の期待度となるリーチ。確変中に発展すれば確変大当たり確定、チルドレンモード（シンジ・アスカ・レイ）中に出現すれば大当たり確定となる。
新ユニゾンリーチ
これまで一貫してストーリー系リーチだったユニゾンリーチが、本作のみアニメーションCG系リーチとなっている。前半は弐号機と初号機が協力し普通に敵と戦い、後半はシリーズ同様ユニゾン攻撃を行う。前半と後半は分岐になっており、前半で敵攻撃を喰らいハズれる事もあるが、敵攻撃をよければ後半に発展する。また、前半で当たることもある。弐号機の代わりに零号機が登場すればチャンスアップと同時に後半への発展が確定（前半で当たることもある）。前半部分で初号機が使う武器によっても期待度が変化。プレミアムとして、エヴァ発進画面後すぐにユニゾン攻撃を開始するパターンが存在。こちらは確変大当たり確定。
余談だが、今までの作品のユニゾンリーチはBGMがアニメ版と異なるものが使用されていたが、今作では後半のユニゾン攻撃時のBGMが、アニメ版と同じものになっている。
バルディエルリーチ
『セカンドインパクト』から『使徒、再び』までプレミアム使徒だったバルディエルが、今回からは普通に登場。原作第18話をモチーフとした、第13使徒バルディエルと戦うリーチ。基本的な性格は前作の三機殲滅リーチと同様だが、単機バージョンが存在しない。攻撃順も弐→零→初が通常パターンだが、零→弐→初の順番なら期待度アップ。初号機のみ当たる可能性があり、初号機の代わりに四号機が登場するプレミアムパターンも存在。

### ストーリーリーチ
最も大当たり期待度が高いストーリーリーチ。こちらも確変中に発展すれば確変大当たり確定、チルドレンモード(シンジ・アスカ・レイ)中に出現すれば大当たり確定。今回は新劇場版の映像をふんだんに使ったリーチ演出が展開される。
第5の使徒vs初号機リーチ
『ヱヴァンゲリヲン新劇場版:序』に登場する第5の使徒（TV版のシャムシエルに相当）と初号機が戦うリーチ。最終的に敵のコアを撃破し、形象崩壊させることができれば大当たり。途中「うぉぉぉ！」というシンジのカットインが入ればチャンスアップ。ハズレ後、「ここまでね」というミサトのカットが入れば復活パターンとなり確変大当たりが確定。
第6の使徒vs初号機リーチ
『ヱヴァンゲリヲン新劇場版:序』のヤシマ作戦を模した、最も大当たり期待度の高いリーチ。第6の使徒（TV版のラミエルに相当）を、陽電子砲を用いた初号機が見事撃破することができれば大当たり。途中シンジの「間に合え！」というカットインが入ればチャンスアップ。ホワイトアウト後、「発射！」というミサトの号令がかかれば大当たり。敵が攻撃してきたらハズレとなるが、ハズレ後、零号機が盾で初号機を守る映像が発生すれば復活パターンとなり確変大当たり確定。また、リーチ中BGMが「Angel of doom」(新劇場版でのBGM)ならばプレミアムとなる。
第6の使徒vs渚カヲル&四号機リーチ
第6の使徒と四号機が戦うプレミアムリーチ。アニメとCGはこの機種のために描き下ろされた完全オリジナル映像である。カヲルが四号機を操り、ロンギヌスの槍で使徒を撃破する。敵攻撃をA.Tフィールドでいとも簡単に防御してしまうシーンは圧巻。もちろん発生した時点で確変大当たりが確定。前作の四号機リーチに代わるプレミアムリーチだが、気が遠くなるほど出現率が低く、滅多に見ることができない。

### 全回転リーチ
出現した時点で確変大当たりが確定するプレミアムリーチ。種類も豊富となり演出時間も長くなった。
新おめでとう全回転
TV版最終話をモチーフとした全回転リーチ。シンジが登場人物に祝福され、最後はカヲルが登場しシンジを祝福。発生ポイントは過去作と同じく射出演出直後。
カヲル全回転
原作第24話をモチーフとした全回転リーチ。原作のセリフをパチンコ用に大きく改変している。BGMは「魂のルフラン」が流れる。発生ポイントは前作と同じくノーマルリーチで1つ前の数字でハズレた後。
ユイ全回転
主に原作第21話をモチーフとした全回転リーチ。シンジの母でありゲンドウの妻である故・碇ユイのハイライトシーンが流れる感動の演出。冒頭では初号機が覚醒する映像が流れる。発生ポイントはロング発展のホワイトアウト。
ゲンドウ全回転
主に劇場版「Air」及び「まごころを、君に」の映像を使用した全回転リーチ。人類補完計画をクローズアップし、人類の肉体と魂の補完を目指すゲンドウの生き様が映し出される。発生ポイントはエヴァ系リーチ導入部分でのホワイトアウト。
学園全回転
「新おめでとう全回転」と同じく、TV版最終話をモチーフとした全回転リーチ。「もうひとつの世界」と謳われた、平和な世界を舞台とした映像が流れる。ごく普通の中学生・シンジを中心に転校生で明るいレイや、教師となったミサト、幼なじみのアスカが映し出される。発生ポイントはチャンスボタン押下時のブラックアウト。

### 突発当たり
様々なポイントで発生する衝撃の即当たり演出。前作よりも発生ポイントが多彩となった。初号機バージョンが通常パターンだが、役モノ連動や四号機バージョンの場合は確変大当たりが確定。確変中に発生した場合はどのパターンでも確変大当たり確定となる。発生ポイントとして、
- 変動中
- リーチ成立直後
- ノーマルリーチ中
- ロングリーチ発展時
- チャンスボタン押下時
- エヴァ系リーチ導入部
- エヴァ系リーチ煽り部
- ミッションモード突入時
- 特殊ステージ突入時
- ロング系からの発展含むエヴァ系リーチハズレ後（どのパターンでも確変大当たり確定）

と、前作よりも多彩となった。

## 特殊ステージ・ミッションモード

### 特殊ステージ
今回もシリーズおなじみの特殊ステージ変化を搭載。3種類のうちランダムに移行し、最低5回転は滞在する。6回転以降のノーマルリーチハズレ後に一定確率、スーパーリーチ発展で必ず終了する。今までと同様、突入回転でのリーチは大当たり確定。
また、確変時に各ステージに移行した場合は確変大当たり確定である。
いずれのステージも専用の背景予告・群予告が存在する。このうち背景予告は大当たり確定のパターンで出現する。
ゲヒルンステージ
ネルフの前身である「ゲヒルン」を舞台にしたステージ。ステージ映像は幼い頃のシンジを中心に、それを見つめるゲンドウ・冬月・赤木ナオコ（リツコの母）が登場する。ネルフの前身という事もあり図柄キャラクターやシリアス及びリラックスステップアップ、チャンスボタン予告に登場するキャラが若くなっている。ステージ特有の予告は特にない。期待度は通常時とほぼ同等。リラックス系のステップ3以降にはロングも存在。背景予告は若いリツコ・ミサト・加持が写った写真で、群予告も若いリツコ・ミサト・加持。
リツコ・マヤステージ
研究室内でのリツコ・マヤの仕事を舞台としたステージ。予告として、チャンスボタンを使用したパソコン予告、来訪者予告が存在。背景予告はマヤで、群予告はリツコ・マヤ。
ペンペンSDステージ
ミサトの部屋内を動き回る、SDキャラのペンペンが主人公となるステージ。前作のレイちゃんステージにあたるため、ジョグダイヤルを使用した予告が存在する。ペンペンの部屋である冷蔵庫が登場する冷蔵庫予告は、庫内にある食事に刺さった旗の内容やペンペンの仕草によって期待度が変化するというもの。また、冷蔵庫の色が赤かったら期待度アップ。ジョグを使用した予告として、三択の場所を選択しペンペンを探し出すペンペンを探せ予告が存在。背景予告は新聞を読んでいるペンペンで、群予告もペンペン。

### ミッションモード
こちらもシリーズおなじみの、警報予告から発展する特殊ステージ。突入回転でのリーチ(演出なし擬似連続予告含む)は今まで同様大当たり確定。突入時に突発当たりが発生するパターンも前作から継承し、突入時にチャンス目が揃うパターンも追加された。モード中の無音変動及び変動開始時の「Misson追加」も大当たり確定。
5分ミッション：アンビリカルケーブル断線Ver.
マヤの「アンビリカルケーブル、断線！」というセリフと共に突入。指令内容はシリーズ同様、「○の図柄でリーチをかけろ！」という図柄指定系。指定された図柄が止まると効果音が鳴る。モニター予告も存在し、マヤ、リツコ、冬月、ゲンドウなどが登場。第3ウインドウの出現もあり。指定された図柄でリーチがかかった場合、マヤの「ミッションコンプリート！」のセリフとともに「完遂」と表示される。5分、3分ミッション共に、無音変動から1分ミッションに突入するパターンが存在する。
3分ミッション：キール・ローレンツによる尋問会議Ver.
導入時にはキール・ローレンツが「これより君たち4人（ゲンドウ・冬月・リツコ・加持）の審問会議を執り行う。」というセリフを発する。指令内容はこちらもシリーズ同様、「○○予告を出せ！」などの演出指定系。モニター予告も存在し、尋問されているキャラに「どう思うかね？○○君」などとキールが質問。それに対する返答などにより期待度が変化。こちらも第3ウインドウが出現するパターン有り。指定された予告が出た場合、キールの「これにて閉廷！」のセリフとともに「可決」と表示される。
1分ミッション：ヤシマ作戦完了Ver.
過去作と同じくプレミアミッションで、突入時点で大当たり確定となる。また、通常「00:01:24秒」で停止するタイマーが「00:01:11秒」で停止すれば確変大当たり確定。新劇場版におけるヤシマ作戦終了後のシンジとレイの会話を使用している。完遂条件は「笑えばいいと思うよ」。

## 昇格演出
おなじみの昇格演出は今作にももちろん搭載。基本的な機能はシリーズ同様だが、演出の追加も行われた。

### 初号機チャンス
図柄スクロール型の昇格演出。昇格する時の大半を占める、昇格確定予告も多数存在するおなじみとなった演出。前作の弐号機・零号機Ver.に代わり、四号機が登場する昇格確定パターンが追加された。昇格確定演出として、
- 初号機の背中に光の羽根が出現
- ボタン連打で役モノ咆哮・またはシンジ背景が発生（複合はナシ）
- 流れてくる図柄が全て確変図柄
- ボタンを押せ！Ver.（図柄が揃い、キャラが喋り終わった直後に発生する「遅れ」パターン時のみに出現。条件を満たした場合は「必ず」発生）
- 導入時にロンギヌスの槍が通過し四号機に変わる（この時、光の羽根はデフォルトで出現し、ボタン連打でカヲル背景が「必ず」発生）

その他、通常図柄停止後、進みや戻り、ロンギヌスの槍が通過し確変図柄に代わるパターンも継承。

### ラウンド昇格
アラエルVS弐号機
8ラウンド目に次回予告が出れば発展。前作のストーリーリーチ演出であった「単機迎撃リーチ」の演出が流れる。使徒アラエルをポジトロンライフルで撃破できれば確変昇格となる。弐号機が通常パターンだが、攻撃煽り時にアスカがカットインしたり、弐号機の代わりに零号機が砲手となれば昇格確定。また、失敗したとしても、ラウンド終了時に鼓動が発生し、ゲンドウが登場すれば復活（エンディング昇格）となる。零号機がロンギヌスの槍を遠投し、敵を撃破する。
突発昇格
今回から新たに追加された昇格演出。7~13ラウンドの間でランダムに発生。突如初号機がA.Tフィールドを引き裂くインパクト抜群の昇格演出。演出発生後は、通常図柄の横に「完全勝利」という文字が付く。また、ラウンドが終わりチルドレンモードの選択画面で、ボタンを押した瞬間に発生するエンディング昇格パターンも存在する。

## チルドレンモード・特訓モード（確変or時短）
全ての大当たり終了後に突入する、電サポ付きのモード。今回から潜伏確変が搭載されたため、確変状態という可能性もある。潜伏確変とはいえ、時短だった場合は100回転で電サポは終了し通常画面に戻るが、確変状態の場合は100回転を超えても電サポは継続するため、確変残しの心配は全くない。
チルドレンモード・碇シンジ編（シンジモード）
最も確変期待度の低いモード。学校の屋上で寝そべるシンジが主役となる。モード中は、液晶画面に文字が表示されるカセット予告、人影予告などが存在。チャンスボタン予告もあり、喋るのはシンジ限定であるが、前作までのように全回転確定などではないため注意。
尚、シンジが赤い眼鏡をかける予告がある。この予告が出ると潜伏確変確定、または大当たり確定となる（これは、赤い眼鏡の予告が、潜伏確変状態の場合だと非常に期待度が低い演出だが、潜伏確変状態でない普通の時短の場合は大当たり確定演出になるといった、潜伏確変状態か否かで予告の性質が変わってくるからである。下記のチルドレンモード・惣流・アスカラングレー編の大きい紙飛行機2機、チルドレンモード・綾波レイ編の救急箱も同様である）。
アスカ編・レイ編に移行する場合があるが、逆にそれらからは移行しない。
チルドレンモード・惣流・アスカ・ラングレー編（アスカモード）
学校の廊下を歩くアスカが主役となるモード。携帯電話を使用した電話予告や、廊下の奥に現れるアイテムや人物によって期待度が変わる予告などが存在。大きい紙飛行機2機が飛んでくると、潜伏確変確定、または大当たり確定となる。
レイ編に移行する場合がある。
チルドレンモード・綾波レイ編（レイモード）
教室の窓辺で自分の席に座って佇む、包帯姿のレイが主役となる。上記の2つのモードよりも多少確変期待度が高い。机の上のノートパソコンを使用したパソコン予告や、書かれた文字によって期待度が変わるアドバルーン予告などが存在。机に救急箱が出現すると、潜伏確変確定、または大当たり確定となる。
アスカ編に移行する場合がある。
チルドレンモード・渚カヲル編（カヲルモード）
暴走・覚醒モード中を除き、確変図柄での大当たり後、及びラウンド中・エンディング昇格した場合に突入する確変状態確定のモード。背景がカヲル関連のものに変化する他、専用の予告などは特に存在しない。上記3つのチルドレンモードが確変状態であった場合、途中でこのカヲルモードに変化することがあり、100回転を超えたら必ず突入する。変動時のBGMはゲオルク・フリードリヒ・ヘンデル作曲のオラトリオ「メサイア」第2部最終部（所謂『ハレルヤ』のコーラス）。
特訓モード
原作第9話をモチーフとした、シンジとアスカがユニゾンの特訓をする専用の背景・予告が発生。カヲルモードを除き最も確変期待度が高いモードである。変動中のBGMは「次回予告」のBGMになり、ステップアップ予告も専用の物に変化。シリアス、リラックス共に存在。モードの特性上、発展するスーパーリーチが「新ユニゾンリーチ」に固定される。そのため、出現しやすく、期待度は大幅に下がっている。確変状態だった場合、100回転を超えてもカヲルモードには移行せず、モードが継続するようになっている。

## 渚カヲルが出現するプレミアム予告
今作の主人公である渚カヲルは、前々作・前作と同じく、確変大当たり確定のプレミアムキャラとして登場。出現ポイントはより多彩になった。
しかし、チルドレンモード・綾波レイ編におけるパソコン予告の、シンジ達とともにカヲルのチビキャラが立っている演出のみ、期待度は高いものの大当たり確定にはならない。
ステップアップ予告
シリアス系ステップアップの横回転に登場する。ステップ1～5までそれぞれ存在。
なお、シリアス系のセリフ違いのプレミアムは、いずれもカヲルを示唆するものとなっているが、こちらは大当たり確定止まりである。
チャンスボタン予告
5種類のセリフが存在する他、シンジ、レイ、キールの2度押しの大当たり確定セリフでも登場する。
背景予告
全部で6種類存在するが、1種類を除きステップアップ予告と同一の内容である。
モニター予告
ミッションモード中のモニター予告でも第3ウインドウキャラとして出現。セリフはない。
カヲルカットイン予告（覚醒モード中限定）
変動開始時、「さあ、行くよ」のセリフと共に、背景にカヲルのアップが映し出されるプレミアム予告。
シンクロ・エントリープラグリーチ
過去作と同じく、搭乗者が渚カヲルになる場合がある。
エヴァ系リーチ・アニメーションCG系リーチ復活演出
ハズレ後、鼓動が発生すれば渚カヲル&四号機が救済に登場。エヴァ系リーチ・バルディエルリーチではロンギヌスの槍で敵を撃破、新ユニゾンリーチでは四号機一体のみでキックをくらわし撃破する。
この他、使徒予告、群予告、次回予告「最後のシ者」、特殊ステージ上の各予告などにも登場する。

## スペック

### CR新世紀エヴァンゲリオン ～最後のシ者～ SFWS
- 大当たり確率
  - （低確率）：1/346.8
  - （高確率）：1/34.7
- 賞球数：3（ヘソ） & 3（電チュー） & 10（普通入賞口） & 13（大入賞口）
- ラウンド（大当たり1回あたりの、特別電動役物の開放回数）：2ラウンド or 15ラウンド
- カウント（特別電動役物の開放1回あたりの、概ねの入賞個数）：0カウント or 9カウント
- 確変割合：65%
- 大当たりの内訳
  - （上始動口）
    - 15ラウンド確変 ⇒ 35%
    - 2ラウンド確変（出玉ほぼナシ） ⇒ 30%
    - 15ラウンド通常 ⇒ 35%

  - （下始動口）
    - 15ラウンド確変 ⇒ 62%
    - 2ラウンド確変（出玉ほぼナシ） ⇒ 3%
    - 15ラウンド通常 ⇒ 35%
- リミット：なし
- 時短：通常大当たり終了後100回転
- 特別図柄の保留の数：ヘソ4個＋電チュー4個
- 特別図柄の保留の優先消化：電チュー優先

## コンシューマ移植
ディースリー・パブリッシャーより、PS2版「必勝パチンコ★パチスロ攻略シリーズ Vol.14 新世紀エヴァンゲリオン 〜最後のシ者〜」及び、DS版「必勝パチンコ★パチスロ攻略DSシリーズ Vol.4 新世紀エヴァンゲリオン 〜最後のシ者〜」が2009年7月30日に発売された。この他に、フューチャースコープからPCオンラインゲーム「Pspace」に2011年03月31日より登場し、携帯用モバイルでの配信も行われている。